# Qaemshahr
Qaemshahr (persiska: قائمشهر), eller Qaem Shahr, är en stad i provinsen Mazandaran i norra Iran. Innan den islamiska revolutionen hette staden "Shahi". Folkmängden uppgår till cirka 200 000 invånare. Staden är administrativt centrum för delprovinsen (shahrestan) Qaemshahr.
Textilfabriker, Nasaji, har spelat en stor roll i stadens ekonomi. Staden byggdes mellan två floder, "Siahroud" och "Talar". Siahroud är förorenad av kemikalierester från textilfabriker. 